# Принцеві острови
40°52′31″ пн. ш. 29°05′40″ сх. д. / 40.87528° пн. ш. 29.09444° сх. д.

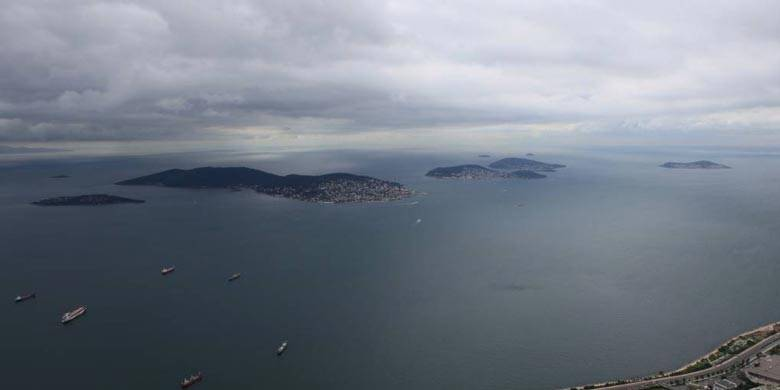
Вид з висоти на Принцеві острови

Принцеві острови, мапа

При́нцеві острови́ (Кизиладалар; тур. Kızıl Adalar — «червоні острови», Prens Adaları — «Острови принців» іноді просто Adalar — «острови»; грец. Πριγκηπόννησα, Pringiponisa; дав.-гр. Πριγκήπων νήσοι, Prinkēpōn nēsoi) — невеликі острови неподалік від Стамбула, розташовані в Мармуровому морі.

## Історія і назва
Ще за Візантійської імперії (з 565 року) невеликі острови неподалік від столиці стали місцями заслання для небажаних синів імператорів чи їх родичів. Після здобуття Константинополя османами острови використовувались за тим же призначенням. Це і надало їм сучасну назву.
У 19 столітті острови стають місцями відпочинку для багатіїв Стамбула. На островах виникають дачі і невеликі поселення в стилістиці еклектики. Наприкінці 19 століття, коли ознаки розпаду Османської імперії набули загрозливих масштабів, султан і уряд спромоглися розпочати в державі реформи. Особливо помітними зрушення були в будівництві, в створенні залізниць і спробах наблизити побут султана монарха і його родини до західноєвропейських стандартів 19 століття. Так виникає залізниця, що пов'язує Туреччину зі священними містами Меккою і Мединою, низка залізничних вокзалів, що полегшує шлях мусульманам — паломникам. Серед проектів — і Східний експрес, і палац Долмабахче, створений у стилі еклектика. Велетенську люстру з богемського скла в подарунок і для оздоби Долмабахче привезли від королеви Британської імперії — Вікторії. Саме в палаці Долмабахче засідав уряд, що розпочав досить обмежені реформи.
Серед новітніх на той час споруд — і велетенська дерев'яна споруда для обслуговування закордонних багатіїв на острові Буйюкада в Мармуровому морі, де були великий готель, театр, казино, ресторани тощо. З побудовою споруди поспішали, тому скористались легким в обробці деревом, яке дозволило дешево і швидко упоратись з новим закладом (проект архітектора Alexandre Vallaury 1850–1921). Загальна площа споруди — 20 000 м², навколо — сосновий ліс. Заклад був готовий запрацювати на повну потужність, коли в перешкоді стала заборона з боку султана Абдул Гамида II. Порожню споруду виставили на продаж. Її придбала дружина відомого грецького банкіра (православна за віросповіданням) і передала в майно Константинопольського Патріарха. Канцелярія Патріарха використала велетенську споруду як притулок для дітей. В роки успішної діяльності дитячого притулку тут мешкало і виховувалось до однієї тисячі дітлахів. Споруда слугувала дитячим притулком до 1964 року.
Принцеві острови пов'язані з історичними особами і надалі. На острові Буйюкада в 1929–1933 роках мешкав Лев Троцький перед Мексикою, коли його вислав за кордон як політичного противника — Сталін. На Принцевих островах мешкав турецький письменник Саїт Фаїк Абасияник (1906—1954).

## Перелік островів

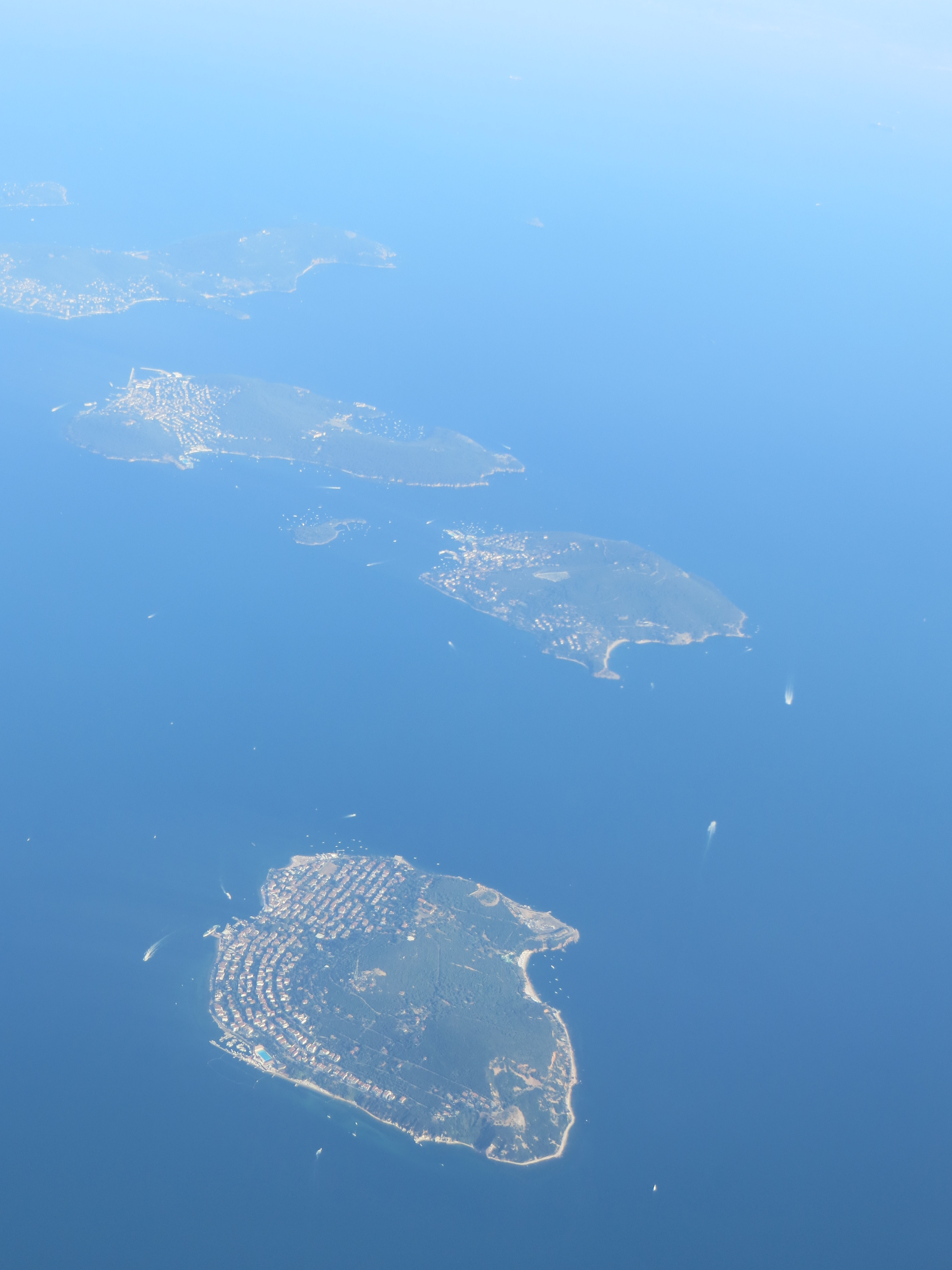
Вид на Принцеві острови з літака

1. Буйюкада (тур. Büyükada — «великий острів») або Принкипос (грец. Πρίγκηπος, Prinkipos — «принц»), загальна площа 5,36 км². Найбільший за площею серед Принцевих островів.
2. Хейбеліада (тур. Heybeliada — «острів з сумкою») або Халкі (грец. Χάλκη, Halki), загальна площа 2,4 км²
3. Бургазада (тур. Burgazada) або Антігони (грец. Αντιγόνη, Antigoni), загальна площа 1,5 км²
4. Киналиада (тур. Kınalıada — «острів з хною») або Проти (грец. Πρώτη, Proti — «перший», має таку назву через найближче розташування до Стамбулу), загальна площа 1,3 км²
5. Седефадаси (тур. Sedefadası — «перламутровий острів») або Теревинтос (грец. Τερέβινθος, Terebinthos), загальна площа 0,157 км²
6. Яссиада (тур. Yassıada — «плаский острів») або Плати (грец. Πλάτη, Plati), загальна площа 0,05 км²
7. Сівріада (тур. Sivriada — «гостроконечний острів») або Оксейя (грец. Οξειά, Okseia), загальна площа 0,05 км²
8. Кашикадаси (тур. Kaşıkadası — «острів-ложка», форма острову нагадує силуетом ложку, або Піта (грец. Πίτα, Pita), загальна площа 0.006 км²
9. Тавшанадаси (тур. Tavşanadası — «заячій острів») або Неандрос (грец. Νέανδρος, Neandros), загальна площа 0,004 км².

Улітку Принцеви острови пов'язують зі Стамбулом пороми, що належать муніципалітету столиці. На островах відсутні автівки, мешканці пересуваються пішки, велосипедами чи кіньми.